# 奇塔诺瓦
奇塔諾瓦（義大利語：Cittanova），是義大利卡拉布里亞大區雷焦卡拉布里亞大都會市的一個市鎮，位於卡坦扎羅西南約 80 公里（50 英里），雷焦卡拉布里亞東北約 45 公里（28 英里）。
它位於阿斯普羅蒙特山的山坡上，面向焦亞陶羅平原，其特點是擁有眾多教堂和一個佔地2.65公頃的公園。ISTAT代码为080028。

## 地理
該鎮位於阿斯普羅蒙特山腳下的第四紀沖積土壤上，由不連貫的沙子和礫石組成，覆蓋著向焦亞灣傾斜的大梯田。奇塔諾瓦從最高的階地佔據焦亞陶羅平原，該階地與塞爾卡拉布雷西地塊接壤，幾乎在兩種岩性地層之間接觸：沖積層和結晶層。
這種地質構造有利於地震的傳播，因為在地震期間，連續的和下伏的結晶形成增加了沖積層的不連貫性。奇塔諾瓦的領土被同名斷層穿過，該斷層是 Serre-Aspromonte 斷層系統的一部分，長 30 公里，仍然活躍。
市政廳大樓海拔高度為平均海拔400米，市區最低海拔77米，最高海拔996米。地表面積為 61.98 平方公里（約 65% 為種植橄欖樹的平地，35% 為山地林地和天然牧場）。
主要的水道是Serra和Vacale激流。
主要山峰：Melìa高原 (m. 1,000)、Zomaro (m. 920) 和Mount Cuculo (m. 725)。
Zomaro位於阿斯普羅蒙特國家公園內的 Melìa 高原上。其特徵的植物群主要由山毛櫸、聖櫟、冷杉和掃帚組成。還存在Woodwardia radicans ，一種在新生代倖存下來的古老巨型蕨類植物。動物群有許多野豬以及松鼠、獾、狐狸、貓頭鷹和黑鳶。高原也有豐富的泉水。

## 歷史
Cittanova（意大利語為“新城市”）建於 1618 年，在 1616 年的災難性地震之後，作為Nuovo Casale di Curtuladi（“庫爾圖拉迪的新哈姆雷特”），然後卡薩爾諾沃升級為Cittanova城市。
這座城市在1783 年破壞墨西拿的大地震中幾乎被摧毀。

## 友好城市
- 俄羅斯伊万哥罗德
- 義大利卡爾塔尼塞塔
- 義大利義大利維莫德羅內